# مدرسه ظاهریه
مدرسه ظاهریه (انگلیسی: Al-Zahiriyah Madrasa) مدرسه تاریخی در حلب، سوریه است.